# Saltos ornamentais no Campeonato Mundial de Esportes Aquáticos de 2019 - Trampolim 3 m sincronizado feminino
A prova do trampolim 3 m sincronizado feminino dos saltos ornamentais no Campeonato Mundial de Esportes Aquáticos de 2019 foi realizada no dia 15 de julho, em Gwangju, na Coreia do Sul. 

## Calendário
Horário local (UTC+9). 
| Fase              | Data        | Hora  |
| ----------------- | ----------- | ----- |
| Rodada preliminar | 15 de julho | 10:00 |
| Final             | 15 de julho | 15:30 |

## Medalhistas
| Ouro                           | Prata                                             | Bronze                                     |
| China · Shi Tingmao · Wang Han | Canadá · Jennifer Abel · Mélissa Citrini-Beaulieu | México · Paola Espinosa · Melany Hernández |

## Resultados
Esses foram os resultados da competição.
| Pos.              | Nacionalidade  | Saltadoras                             | Preliminar | Preliminar | Final         | Final         |
| Pos.              | Nacionalidade  | Saltadoras                             | Pontos     | Pos.       | Pontos        | Pos.          |
| ----------------- | -------------- | -------------------------------------- | ---------- | ---------- | ------------- | ------------- |
| Medalha de ouro   | China          | Shi Tingmao Wang Han                   | 309.90     | 1          | 342.00        | 1             |
| Medalha de prata  | Canadá         | Jennifer Abel Mélissa Citrini-Beaulieu | 292.08     | 2          | 311.10        | 2             |
| Medalha de bronze | México         | Paola Espinosa Melany Hernández        | 265.50     | 8          | 294.90        | 3             |
| 4                 | Rússia         | Kristina Ilinykh Maria Polyakova       | 267.90     | 7          | 292.80        | 4             |
| 5                 | Reino Unido    | Grace Reid Katherine Torrance          | 280.53     | 4          | 289.80        | 5             |
| 6                 | Austrália      | Maddison Keeney Anabelle Smith         | 287.43     | 3          | 278.13        | 6             |
| 7                 | Países Baixos  | Inge Jansen Celine van Duijn           | 259.50     | 10         | 277.50        | 7             |
| 8                 | Malásia        | Ng Yan Yee Nur Dhabitah Sabri          | 270.60     | 6          | 277.35        | 8             |
| 9                 | Itália         | Elena Bertocchi Chiara Pellacani       | 257.37     | 12         | 274.74        | 9             |
| 10                | Estados Unidos | Alison Gibson Krysta Palmer            | 274.44     | 5          | 274.47        | 10            |
| 11                | Suíça          | Madeline Coquoz Jessica Favre          | 264.78     | 9          | 268.95        | 11            |
| 12                | Coreia do Sul  | Cho Eun-bi Kim Su-ji                   | 257.52     | 11         | 258.75        | 12            |
| 13                | Alemanha       | Lena Hentschel Tina Punzel             | 253.59     | 13         | Não avançaram | Não avançaram |
| 14                | Japão          | Haruka Enomoto Hazuki Miyamoto         | 253.50     | 14         | Não avançaram | Não avançaram |
| 15                | Ucrânia        | Viktoriya Kesar Hanna Pysmenska        | 249.03     | 15         | Não avançaram | Não avançaram |
| 16                | Brasil         | Luana Lira Tammy Takagi                | 242.07     | 16         | Não avançaram | Não avançaram |
| 17                | Nova Zelândia  | Elizabeth Cui Goh Yu Qian              | 236.40     | 17         | Não avançaram | Não avançaram |
| 18                | Colômbia       | Steffanie Madrigal Diana Pineda        | 234.42     | 18         | Não avançaram | Não avançaram |
| 19                | Noruega        | Anne Tuxen Helle Tuxen                 | 223.32     | 19         | Não avançaram | Não avançaram |
| 20                | Cuba           | Anisley García Prisis Ruiz             | 219.30     | 20         | Não avançaram | Não avançaram |
| 21                | Singapura      | Fong Kay Yian Ashlee Tan               | 206.49     | 21         | Não avançaram | Não avançaram |
| 22                | Macau          | Choi Sut Kuan Leong Sut Chan           | 174.21     | 22         | Não avançaram | Não avançaram |
| 23                | Tailândia      | Surincha Booranapol Ramanya Yanmongkon | 174.06     | 23         | Não avançaram | Não avançaram |